# 10. ceremonia wręczenia Orłów
10. ceremonia wręczenia Orłów za rok 2007, miała miejsce 14 kwietnia 2008 roku, w Teatrze Narodowym w Warszawie. Ceremonię wręczenia nagród poprowadził Maciej Stuhr.
Ogłoszenie nominacji do nagród nastąpiło 4 lutego br. O nominację do nagrody tegorocznie ubiegało się 28 filmów. Polskie Nagrody Filmowe zostały wręczone w siedemnastu kategoriach – po raz pierwszy wręczono nagrodę w nowej kategorii, odkrycie roku. Ceremonia wręczenia nagród odbywała się pod honorowym patronatem Prezydenta RP Lecha Kaczyńskiego.
W trakcie trwania ceremonii dokonano prezentacji pierwszego Prezydenta Polskiej Akademii Filmowej. Na to stanowisko, wybrano Agnieszkę Holland.
Tegorocznie najwięcej nominacji – 11 – otrzymał film Katyń w reżyserii Andrzeja Wajdy. Obraz został również nominowany do Oscara w kategorii najlepszy film nieanglojęzyczny.
Siedem nominacji otrzymał film Sztuczki w reżyserii Andrzeja Jakimowskiego. O sześć nagród ubiegać się mogą dwa filmy: Pora umierać Doroty Kędzierzawskiej oraz Parę osób, mały czas w reżyserii Andrzeja Barańskiego.
W kategorii najlepsza główna rola kobieca nominowana została Danuta Szaflarska za rolę w filmie Pora umierać. Jest to trzecia nominacja dla aktorki, która dwukrotnie nominowana była w kategorii najlepszej roli drugoplanowej. Również trzecią nominację w karierze, tegorocznie otrzymała Krystyna Janda, która wystąpiła w filmie Parę osób, mały czas. Kategorię zamyka Sonia Bohosiewicz, nominowana również w kategorii odkrycie roku. Są to pierwsze nominacje dla tej aktorki, a otrzymała je za rolę w filmie Rezerwat.
Czwartą nominację w karierze (w tym drugą w kategorii najlepsza główna rola męska) otrzymał Andrzej Chyra, która zagrał w filmie Katyń. Pozostałe nominacje w tej kategorii otrzymali: Robert Więckiewicz za rolę w filmie Wszystko będzie dobrze oraz Andrzej Hudziak za grę w filmie Parę osób, mały czas. Dla obu aktorów to pierwsze nominacje do Polskich Nagród Filmowych.
O nagrodę w kategorii najlepsza drugoplanowa rola kobieca, trzeci raz ubiega się Stanisława Celińska, tym razem za rolę w filmie Południe-Północ. Dla Celińskiej, to czwarta nominacja do Orłów w karierze, jest również laureatką nagrody za rolę w filmiue Pieniądze to nie wszystko. Trzecią nominację w karierze do nagrody, otrzymała Danuta Stenka, za rolę w filmie Katyń. Stenka jest laureatką Orła za najlepszą główną rolę kobiecą w filmie Chopin. Pragnienie miłości. Kategorię najlepszej drugoplanowej roli kobiecej zamyka Krystyna Tkacz, nominowana za rolę w filmie Parę osób, mały czas. Jest to pierwsza nominacja dla aktorki.
Szóstą nominację w karierze, w jednej kategorii – najlepsza drugoplanowa rola męska, otrzymał tegorocznie Jan Frycz, za drugoplanową rolę w filmie Korowód. Frycz, jest laureatem dwóch Orłów w tejże kategorii. Pozostali nominowani to: Artur Żmijewski za rolę w filmie Katyń oraz Tomasz Sapryk za występ w filmie Sztuczki. Dla obu aktorów to pierwsze nominacje do nagrody.
Siódmą nominację w kategorii najlepsze zdjęcia otrzymał operator Paweł Edelman, który zrealizował zdjęcia do filmu Katyń. Dziewiątą nominację w karierze otrzymała montażystka Wanda Zeman, w tym roku za pracę nad filmem Parę osób, mały czas.
Najwięcej nagród – siedem – przyznano filmowi Katyń, w reżyserii Andrzeja Wajdy, który otrzymał nagrodę m.in. za najlepszy film. Trzy nagrody przypadły twórcom filmu Sztuczki, w reżyserii Andrzeja Jakimowskiego. Sam reżyser otrzymał nagrodę za najlepszą reżyserię. Jest to druga nagroda w tej kategorii dla Jakimowskiego.
Nagrodę za najlepszą główną rolę kobiecą otrzymała Danuta Szaflarska za rolę w filmie Pora umierać. Szaflarska jest najstarszą laureatką nagrody w tej kategorii. Orła za najlepszą drugoplanową rolę kobiecą otrzymała Danuta Stenka, za grę w filmie Katyń.
Najlepszą główną rolę męską zagrał Robert Więckiewicz w filmie Wszystko będzie dobrze. Nagrodę za drugoplanową rolę męską otrzymał Tomasz Sapryk za film Sztuczki. Dla obu aktorów to pierwsze nagrody, przyznane za pierwsze nominacje.
Trzecie nagrody w karierze otrzymali: operator Paweł Edelman za film Katyń oraz montażystka Wanda Zeman za film Parę osób, mały czas.
Nagrodę za osiągnięcia życia odebrał Janusz Morgenstern.

## Laureaci i nominowani
Laureaci nagród wyróżnieni są wytłuszczeniem

### Najlepszy film
Reżyser / Producenci / Koproducenci – Film
- Andrzej Wajda / Michał Kwieciński / Dariusz Wieromiejczyk – Katyń
  - Dorota Kędzierzawska / Artur Reinhart, Piotr Miklaszewski i Wojciech Maryański – Pora umierać
  - Andrzej Jakimowski / Andrzej Jakimowski – Sztuczki

### Najlepszy film europejski
Reżyser − Film • Kraj produkcji
- Florian Henckel von Donnersmarck – Życie na podsłuchu • Niemcy
  - Cristian Mungiu – 4 miesiące, 3 tygodnie i 2 dni • Rumunia
  - Stephen Frears – Królowa • Wielka Brytania

### Najlepsza reżyseria
- Andrzej Jakimowski − Sztuczki
  - Andrzej Wajda − Katyń
  - Andrzej Barański − Parę osób, mały czas
  - Łukasz Palkowski − Rezerwat

### Najlepszy scenariusz
- Andrzej Barański − Parę osób, mały czas
  - Andrzej Jakimowski − Sztuczki
  - Dorota Kędzierzawska − Pora umierać

### Najlepsza główna rola kobieca
- Danuta Szaflarska − Pora umierać
  - Sonia Bohosiewicz − Rezerwat
  - Krystyna Janda − Parę osób, mały czas

### Najlepsza główna rola męska
- Robert Więckiewicz − Wszystko będzie dobrze
  - Andrzej Hudziak − Parę osób, mały czas
  - Andrzej Chyra − Katyń

### Najlepsza drugoplanowa rola kobieca
- Danuta Stenka − Katyń
  - Krystyna Tkacz − Parę osób, mały czas
  - Stanisława Celińska − Południe-Północ

### Najlepsza drugoplanowa rola męska
- Tomasz Sapryk − Sztuczki
  - Artur Żmijewski − Katyń
  - Jan Frycz − Korowód

### Najlepsze zdjęcia
- Paweł Edelman − Katyń
  - Janusz Kamiński − Hania
  - Artur Reinhart − Pora umierać
  - Adam Bajerski − Sztuczki

### Najlepsza muzyka
- Krzysztof Penderecki − Katyń
  - Paweł Szymański − Korowód
  - Włodzimierz Pawlik − Pora umierać

### Najlepsza scenografia
- Magdalena Dipont − Katyń
  - Maarten Piersma − Straż nocna
  - Robert Czesak − Strajk
  - Andrzej Kowalczyk − Wszystko będzie dobrze

### Najlepsze kostiumy
- Magdalena Biedrzycka i Andrzej Szenajch − Katyń
  - Maarit van der Brugi i Jagna Janicka − Straż nocna
  - Ewa Krauze − Strajk

### Najlepszy montaż
- Wanda Zeman − Parę osób, mały czas
  - Milenia Fiedler i Rafał Listopad − Katyń
  - Elżbieta Kurkowska − Korowód
  - Dorota Kędzierzawska i Artur Reinhart − Pora umierać
  - Piotr Kmiecik − Świadek koronny
  - Krzysztof Szpetmański − Wszystko będzie dobrze

### Najlepszy dźwięk
- Jacek Hamela − Katyń
  - Bartek Putkiewicz i Michał Żarnecki − Hania
  - Michał Żarnecki − Południe-Północ
  - Aleksander Musiałowski i Maria Chilarecka-Barczyńska − Sztuczki
  - Jan Freda − U Pana Boga w ogródku

### Odkrycie roku
- Sonia Bohosiewicz − Rezerwat (Aktorka)
  - Łukasz Palkowski − Rezerwat (Reżyser)
  - Damian Ul − Sztuczki (Aktor)

### Nagroda publiczności
- Sztuczki, reż. Andrzej Jakimowski

### Nagroda za osiągnięcia życia
- Janusz Morgenstern

## Podsumowanie ilości nominacji
(Ograniczenie do dwóch nominacji)
11: Katyń
7: Sztuczki
6: Pora umierać, Parę osób, mały czas
4: Rezerwat
3: Wszystko będzie dobrze, Korowód
2: Południe-Północ, Hania, Strajk, Straż nocna

## Podsumowanie ilości nagród
(Ograniczenie do dwóch nagród)
7: Katyń
3: Sztuczki
2: Parę osób, mały czas

## Prezenterzy nagród
| Imię i nazwisko                          | Wręczenie nagrody za:                |
| ---------------------------------------- | ------------------------------------ |
| Katarzyna Figura i Daniel Olbrychski     | Najlepszy film                       |
| Ewa Wencel                               | Najlepszy dźwięk                     |
| Jan Machulski i Edyta Olszówka           | Najlepszy reżyser                    |
| Janusz Gajos i Bogdan Zdrojewski         | Nagroda za osiągnięcia życia         |
| Andrzej Grabowski                        | Najlepsza drugoplanowa rola kobieca  |
| Andrzej Chyra                            | Najlepsza główna rola kobieca        |
| Urszula Grabowska                        | Najlepsza muzyka                     |
| Jowita Budnik                            | Najlepsza główna rola męska          |
| Małgorzata Kożuchowska i Cezary Kosiński | Najlepsze zdjęcia                    |
| Zbigniew Zamachowski                     | Najlepszy scenariusz                 |
| Anna Samusionek i Andrzej Urbański       | Nagroda publiczności                 |
| Dariusz Jabłoński                        | Prezydent Polskiej Akademii Filmowej |
| Piotr Machalica                          | Najlepszy film europejski            |
| Marian Opania                            | Najlepszy montaż                     |
| Sławomir Orzechowski                     | Najlepsza scenografia                |
| Arkadiusz Jakubik                        | Odkrycie roku                        |